# 宇受賀命神社
宇受賀命神社（うづかみことじんじゃ）は、島根県隠岐郡海士町に鎮座する神社。式内社（名神大社）で旧社格は郷社。島前の中ノ島の北端にあたる宇受賀部落の外れ、丘上に鎮座する。

## 祭神
宇受賀命（うずかのみこと）を祀る。「宇須賀宮」や「宇津賀大明神」などと称され、一貫してこの地の守護神として祀られて来た他地に見えない当神社独自の神である。神名は鎮座地「宇受賀」とも関係するものであろうが、語義不明。なお、元禄16年（1703年）の『島前村々神名記』には、祭神を「倉稲魂命（うかのみたまのみこと）」と記してあるが、これは「記紀」に載せる神名に付会させたものであろう。

## 由緒
貞享5年（1688年）の『増補隠州記』によれば、嘉吉年中（15世紀中頃）に炎上して縁起を焼失したとあり、創祀の年代や事由は不明であるが上述のように鎮座地宇受賀の守護神として古くから祀られて来た。大正頃（20世紀前葉）の社蔵記録によると、遷座の時期は詳らかにしないものの、かつては現在地から北方150間（およそ270メートル）隔たった、海面から36、7尺程（およそ10メートル強）の高さの断崖上に鎮座していたという。『続日本後紀』に承和9年（842年）由良比女命神（由良比女神社）、水若酢命神（水若酢神社）とともに官社に預かったことが見え、隠岐国ではもっとも早く中央の史書に現れる神社の1社で、延喜の制では国幣大社（名神大社）に列した隠岐国4大社の1社でもあり、国内神名帳である『隠岐国神名帳』にも「従一位宇酒賀大明神」と記載を見る。
中世を通じて国衙や守護職から重きを置かれ、文明7年（1271年）に当地の田荘と目代から祭祀料として国衙領の中の田地2段（720坪）が寄進され、明徳4年（1392年）には在地豪族である源満重から正月に1段、8月に修理料用として2段の田地が寄進され、嘉吉2年（1442年）には社領6町1反余り（およそ22,000坪弱）が守護使不入の権利とともに安堵され、天正10年（1582年）には隠岐守護代佐々木（隠岐）経清が2名内から4段半と280歩の田地を寄進するなどしている。殊に文明7年と明徳4年8月の寄進状には「公私御祈祷所」と記されているので、国衙からの信仰の対象とされていたこともわかり、以上のことから当神社を中世における隠岐国一宮とする説もあるが（『隠岐国代考証』）、これは隠岐国ではなく郡（海部郡）の一宮または惣社と見るのが妥当であろう。また、『増補隠州記』に「此宮は根元天竺ふ里うた（わ）うの子孫たりと云伝る」とあることから、中世以降両部神道の影響を受けていたようで、応永5年（1398年）、同11年、同19年、同21年、永禄9年（1566年）、文禄5年（1596年）などの奥書を持つ大般若経284巻も残されている。
近世には社領10石を有し（『増補隠州記』）、寛文7年（1667年）の『隠州視聴合紀』に「前に花表（鳥居）を立て瑞籬（瑞垣）長し」と当時の様子が記されている。
明治5年（1872年）10月郷社に列し、戦後は神社本庁に参加している。

## 神事
天保4年（1833年）の『隠州風土記』によると、例祭は6月11日で、他に御座替神事（9月29日）、御座入神事（10月29日）等の記載があるが、太陽暦施行後は例祭日を7月11日に改めている。また、御座替、御座入の両神事は断絶し、その記録も残されていないというが、御座替神事は島根県松江市の佐太神社のものが著名で、同神社では現在も神座の茣蓙を敷き替える神事として行われている。御座入神事は、現在も島後の神社では行われており、それは旧10月のいわゆる神在祭に参加して還御した神々に暖かく休んでもらうために、社殿の側面を茣蓙で覆うものであるという。この島後と出雲それぞれで行われるものと同じ名の神事が当神社で行われていたことは、両神事の意義を考察する上で貴重なものである。

## 神職
村尾氏が社家として継承している。同氏がいつから勤めるようになったかは不明であるが、社殿造営などの棟札から少なくとも近世以降は継承されており、嘉吉2年の安堵状に「宇津賀左衛門尉」と見える宇津賀氏が、後に村尾を氏名としたものと見られている。

## 社殿

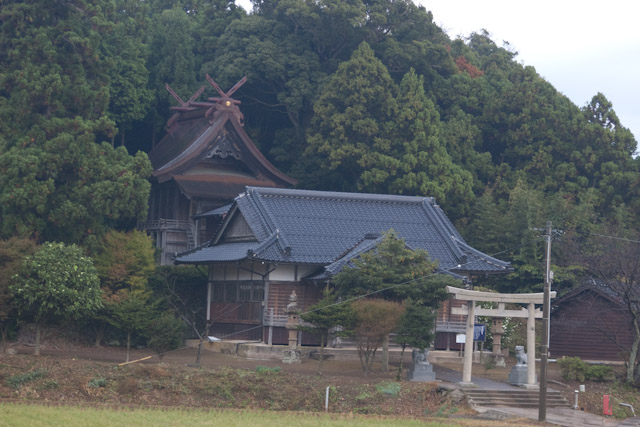
拝殿（中央）と本殿（左奥）

本殿は大正6年（1917年）の造替にかかる桁行3間の銅板葺屋根の隠岐造で、海士町の有形文化財に指定されている。他に幣殿や拝殿などがある。
なお、現本殿の間数は2間半四方であるが、明治初年の『神社取調帳』では3間四方となっており、かつては隠岐国一宮である水若酢神社や惣社である玉若酢命神社の本殿と同規模、もしくはそれ以上の規模であった。

## 文化財
海士町指定（件名に続く括弧内は指定年月日）
- 本殿（有形文化財・建造物）（平成9年（1997年）7月10日）
- 大般若経434巻（有形文化財・書跡）（同上）